# Serenity (filme)
Serenity (no Brasil: Serenity - A Luta Pelo Amanhã) é um filme de ficção científica de 2005, também classificado como western espacial ou filme épico, escrito e realizado por Joss Whedon.

## Sinopse
Retoma a série televisiva Firefly, da Fox, que havia sido cancelada. A sua ação ocorre cerca de dois meses após os acontecimentos do último episódio da série.

## Elenco
- Nathan Fillion
- Gina Torres
- Alan Tudyk
- Morena Baccarin
- Adam Baldwin
- Jewel Staite
- Sean Maher
- Summer Glau
- Chiwetel Ejiofor
- Ron Glass
- David Kurmholtz